# Mont du Sphinx
Mont du Sphinx är ett berg i Antarktis. Det ligger i Östantarktis. Frankrike gör anspråk på området. Toppen på Mont du Sphinx är 16 meter över havet.
Terrängen runt Mont du Sphinx är kuperad åt sydost, men norrut är den platt. Havet är nära Mont du Sphinx åt nordväst. Trakten är obefolkad. Det finns inga samhällen i närheten.